# Danh sách tập của Thay lời muốn nói
Đây là một danh sách chưa hoàn tất, và có thể sẽ không bao giờ thỏa mãn yêu cầu hoàn tất. Bạn có thể đóng góp bằng cách mở rộng nó bằng các thông tin đáng tin cậy.
Dưới đây là danh sách chương trình đã phát sóng của Thay lời muốn nói, chương trình ca nhạc theo yêu cầu do Đài Truyền hình Thành phố Hồ Chí Minh (HTV) sản xuất và hiện phát sóng định kỳ mỗi tháng một lần trên kênh HTV9.  

## Các chương trình và chủ đề

### 2000
| TT. | Tháng | Chủ đề                             | Định hướng nội dung    | Dẫn chuyện        | Ngày phát sóng      | TK    |
| --- | ----- | ---------------------------------- | ---------------------- | ----------------- | ------------------- | ----- |
| 1 | 4     | "Cho người lính của tôi"           | TBA                    | Lê Đỗ Quỳnh Hương | 30 tháng 4 năm 2000 | TBA   |
| 2 | 5     | "Những người lao động thân thương" | TBA                    | Lê Đỗ Quỳnh Hương | Tháng 5 năm 2000    | TBA   |
| 3 | 6     | "Này là mùa hè"                    | Mùa hè và tuổi trẻ     | Lê Đỗ Quỳnh Hương | Tháng 6 năm 2000    | [ 1 ] |
| Danh sách bài hát (theo thứ tự trình diễn) 1. "Vào hạ" (sáng tác: Lê Hựu Hà) – Thanh Thảo 2. "Ngôi trường dấu yêu" (sáng tác: Ngô Anh Huy) – Nhóm Giọt Sương 3. "Mong ước kỷ niệm xưa" (sáng tác: Xuân Phương) – Mỹ Tâm 4. "Một thời để nhớ" (sáng tác: Nguyễn Văn Hiên) – Kim Ngân, Hoàng Vũ, Thanh Liêm 5. "Boston cho cổ tích" (sáng tác: Nguyên Lễ) – Mắt Ngọc 6. "Phượng hồng" (nhạc: Vũ Hoàng, thơ: Đỗ Trung Quân) – Đức Tuấn 7. "Phố xa" (sáng tác: Lê Quốc Thắng) – Ngọc Linh, Diễm Quyên 8. "Giã từ cành phượng vĩ" (sáng tác: Diệp Minh Tuyền) – Thu Hà 9. "Ngồi lại bên nhau" (sáng tác: Phạm Uyên Nguyên) – Tam ca Nhiệt Đới 10. "Mùa hè xanh" (sáng tác: Vũ Hoàng) – Tam ca Áo Trắng |       |                                    |                        |                   |                     |       |
| 4 | 7     | TBA                                | TBA                    | Lê Đỗ Quỳnh Hương | Tháng 7 năm 2000    | TBA   |
| 5 | 8     | "Bóng cả đời con"                  | Các ca khúc về cha mẹ  | Lê Đỗ Quỳnh Hương | Tháng 8 năm 2000    | TBA   |
| 6 | 9     | "Cảm ơn mùa thu"                   | Các ca khúc về mùa thu | Lê Đỗ Quỳnh Hương | Tháng 9 năm 2000    | TBA   |
| 7 | 10    | "Dấu chân tình nguyện"             | TBA                    | Lê Đỗ Quỳnh Hương | Tháng 10 năm 2000   | TBA   |
| TBA | 11    | TBA                                | TBA                    | TBA               | Tháng 11 năm 2000   | TBA   |
| TBA | 12    | "Món quà cuối năm"                 | TBA                    | TBA               | Tháng 12 năm 2000   | TBA   |

### 2001
| TT. | Tháng | Chủ đề                | Định hướng nội dung | Dẫn chuyện        | Ngày phát sóng    | TK    |
| --- | ----- | --------------------- | ------------------- | ----------------- | ----------------- | ----- |
| TBA | 1     | "Mùa xuân chín"       | Năm mới             | Lê Đỗ Quỳnh Hương | Tháng 1 năm 2001  | TBA   |
| TBA | 2     | "Dấu yêu"             | Lễ Tình nhân        | Lê Đỗ Quỳnh Hương | Tháng 2 năm 2001  | TBA   |
| TBA | 3     | TBA                   | TBA                 | TBA               | Tháng 3 năm 2001  | TBA   |
| TBA | 4     | TBA                   | TBA                 | TBA               | Tháng 4 năm 2001  | TBA   |
| TBA | 5     | TBA                   | TBA                 | TBA               | Tháng 5 năm 2001  | TBA   |
| TBA | 6     | TBA                   | TBA                 | TBA               | Tháng 6 năm 2001  | TBA   |
| TBA | 7     | TBA                   | TBA                 | TBA               | Tháng 7 năm 2001  | TBA   |
| TBA | 8     | TBA                   | TBA                 | TBA               | Tháng 8 năm 2001  | TBA   |
| TBA | 9     | TBA                   | TBA                 | TBA               | Tháng 9 năm 2001  | TBA   |
| TBA | 10    | TBA                   | TBA                 | TBA               | Tháng 10 năm 2001 | TBA   |
| TBA | 11    | TBA                   | TBA                 | TBA               | Tháng 11 năm 2001 | TBA   |
| TBA | 12    | "Khúc nhạc tưng bừng" | Lễ Giáng sinh       | Mắt Ngọc          | Tháng 12 năm 2001 | [ 2 ] |
| Danh sách bài hát (theo thứ tự trình diễn) 1. "Ông Nô-en giáng trần" (lời Việt: Nguyễn Ngọc Thiện) – Nguyên Vũ 2. "Một niềm vui đang tới" (Cổ ca Anh) – Nhóm Acapella 3. "Chuông ngân vang" – Hiền Thục 4. "Liên khúc Giáng sinh" – Nhóm 1088 5. "Khúc nhạc vui" (sáng tác: Nguyễn Ngọc Thiện) – Nhóm Mắt Ngọc 6. "Dịu ngọt tình yêu thương" (sáng tác: Thập Nhất) – Khắc Dũng, Mỹ Dung & bé Quỳnh Liên 7. "Con yêu" (nhạc Philippines, lời Việt: Cẩm Vân) – Cẩm Vân 8. "Vũ điệu thần tiên" (sáng tác: Minh Châu) – Tuấn Hưng 9. "Marches des Rois" (nhạc Pháp, lời Việt: Ý Vũ) – Hồ Lệ Thu 10. "Chào em" (sáng tác: Nguyễn Phương Uyên) – Lam Trường 11. "Khúc tango Giáng sinh" (sáng tác: Nguyễn Khải Hoàn) – Nhóm Techno 12. "Ngày hôn lễ" (nhạc Pháp) – Vân Trường, Hiền Thục 13. "Happy New Year" (lời Việt: Phương Uyên) – Nhóm Ba Con Mèo, Khánh Du |       |                       |                     |                   |                   |       |

### 2002
| TT. | Tháng | Chủ đề            | Định hướng nội dung | Dẫn chuyện | Ngày phát sóng      | TK  |
| --- | ----- | ----------------- | ------------------- | ---------- | ------------------- | --- |
| TBA | 1     | "Nắng xanh"       | TBA                 | TBA        | 21 tháng 1 năm 2002 | TBA |
| TBA | 2     | "Xuân yêu thương" | Năm mới             | TBA        | 18 tháng 2 năm 2002 | TBA |
| TBA | 3     | TBA               | TBA                 | TBA        | Tháng 3 năm 2002    | TBA |
| TBA | 4     | TBA               | TBA                 | TBA        | Tháng 4 năm 2002    | TBA |
| TBA | 5     | TBA               | TBA                 | TBA        | Tháng 5 năm 2002    | TBA |
| TBA | 6     | TBA               | TBA                 | TBA        | Tháng 6 năm 2002    | TBA |
| TBA | 7     | TBA               | TBA                 | TBA        | Tháng 7 năm 2002    | TBA |
| TBA | 8     | TBA               | TBA                 | TBA        | Tháng 8 năm 2002    | TBA |
| TBA | 9     | TBA               | TBA                 | TBA        | Tháng 9 năm 2002    | TBA |
| TBA | 10    | TBA               | TBA                 | TBA        | Tháng 10 năm 2002   | TBA |
| TBA | 11    | TBA               | TBA                 | TBA        | Tháng 11 năm 2002   | TBA |
| TBA | 12    | TBA               | TBA                 | TBA        | Tháng 12 năm 2002   | TBA |

### 2003
| TT. | Tháng | Chủ đề                           | Định hướng nội dung                     | Dẫn chuyện        | Ngày phát sóng      | TK    |
| --- | ----- | -------------------------------- | --------------------------------------- | ----------------- | ------------------- | ----- |
| TBA | 1     | "Tiếng xưa"                      | TBA                                     | TBA               | Tháng 1 năm 2003    | TBA   |
| TBA | 2     | TBA                              | TBA                                     | TBA               | Tháng 2 năm 2003    | TBA   |
| TBA | 3     | "Người về bỗng nhớ"              | Kỷ niệm ngày mất nhạc sĩ Trịnh Công Sơn | TBA               | Tháng 3 năm 2003    | TBA   |
| TBA | 4     | TBA                              | TBA                                     | TBA               | Tháng 4 năm 2003    | TBA   |
| TBA | 5     | TBA                              | TBA                                     | TBA               | Tháng 5 năm 2003    | TBA   |
| TBA | 6     | TBA                              | TBA                                     | TBA               | Tháng 6 năm 2003    | TBA   |
| TBA | 7     | TBA                              | TBA                                     | TBA               | Tháng 7 năm 2003    | TBA   |
| TBA | 8     | "Hoài cảm"                       | TBA                                     | TBA               | Tháng 8 năm 2003    | TBA   |
| TBA | 9     | TBA                              | TBA                                     | TBA               | Tháng 9 năm 2003    | TBA   |
| TBA | 10    | "Những tình khúc vượt thời gian" | Những ca khúc bất hủ                    | Lê Đỗ Quỳnh Hương | 8 tháng 10 năm 2003 | [ 3 ] |
| TBA | 11    | TBA                              | TBA                                     | TBA               | Tháng 11 năm 2003   | TBA   |
| TBA | 12    | TBA                              | TBA                                     | TBA               | Tháng 12 năm 2003   | TBA   |

### 2004
| TT. | Tháng | Chủ đề                               | Định hướng nội dung    | Dẫn chuyện                    | Ngày phát sóng       | TK    |
| --- | ----- | ------------------------------------ | ---------------------- | ----------------------------- | -------------------- | ----- |
| TBA | 1     | "Mùa xuân qua những lá thư đến muộn" | Năm mới                | TBA                           | Tháng 1 năm 2004     | TBA   |
| TBA | 2     | TBA                                  | TBA                    | TBA                           | Tháng 2 năm 2004     | TBA   |
| TBA | 3     | TBA                                  | TBA                    | TBA                           | Tháng 3 năm 2004     | TBA   |
| TBA | 4     | "Bốn mùa yêu thương"                 | TBA                    | Lê Đỗ Quỳnh Hương             | 19 tháng 4 năm 2004  | [ 4 ] |
| TBA | 5     | "Bốn mùa yêu thương (2)"             | TBA                    | Lê Đỗ Quỳnh Hương             | 17 tháng 5 năm 2004  | [ 5 ] |
| TBA | 6     | "Trầm lặng biển"                     | TBA                    | Lê Đỗ Quỳnh Hương             | 21 tháng 6 năm 2004  | [ 6 ] |
| TBA | 7     | "Biển – Miền ký ức"                  | TBA                    | Lê Đỗ Quỳnh Hương             | 19 tháng 7 năm 2004  | [ 7 ] |
| TBA | 8     | "Thứ ba học trò"                     | Ký ức về thời học sinh | Lê Đỗ Quỳnh Hương, Xuân Hương | 16 tháng 8 năm 2004  | [ 8 ] |
| TBA | 9     | TBA                                  | TBA                    | TBA                           | Tháng 9 năm 2004     | TBA   |
| TBA | 10    | TBA                                  | TBA                    | TBA                           | 11 tháng 10 năm 2004 | TBA   |
| TBA | 11    | "Kính thưa thầy"                     | Ngày Nhà giáo Việt Nam | TBA                           | 8 tháng 11 năm 2004  | [ 9 ] |
| TBA | 12    | TBA                                  | TBA                    | TBA                           | Tháng 12 năm 2004    | TBA   |

### 2005
| TT. | Tháng | Chủ đề              | Định hướng nội dung               | Dẫn chuyện | Ngày phát sóng     | TK     |
| --- | ----- | ------------------- | --------------------------------- | ---------- | ------------------ | ------ |
| TBA | 1     | TBA                 | TBA                               | TBA        | Tháng 1 năm 2005   | TBA    |
| TBA | 2     | "Hẹn yêu"           | TBA                               | TBA        | Tháng 2 năm 2005   | TBA    |
| TBA | 3     | TBA                 | Ngày Quốc tế Phụ nữ               | TBA        | 8 tháng 3 năm 2005 | [ 10 ] |
| TBA | 4     | TBA                 | TBA                               | TBA        | Tháng 4 năm 2005   | TBA    |
| TBA | 5     | TBA                 | TBA                               | TBA        | Tháng 5 năm 2005   | TBA    |
| TBA | 6     | TBA                 | TBA                               | TBA        | Tháng 6 năm 2005   | TBA    |
| TBA | 7     | "Lỗi lầm sẽ qua..." | TBA                               | TBA        | Tháng 7 năm 2005   | TBA    |
| TBA | 8     | "Tình cha"          | Các ca khúc về cha nhân Lễ Vu Lan | TBA        | Tháng 8 năm 2005   | TBA    |
| TBA | 9     | "Tóc mây"           | Các ca khúc dành cho mái tóc      | TBA        | Tháng 9 năm 2005   | TBA    |
| TBA | 10    | TBA                 | TBA                               | TBA        | Tháng 10 năm 2005  | TBA    |
| TBA | 11    | "Huế ơi!"           | Các ca khúc về Huế                | TBA        | Tháng 11 năm 2005  | TBA    |
| TBA | 12    | "Trời sôi nổi"      | TBA                               | TBA        | Tháng 12 năm 2005  | TBA    |

### 2006
| TT. | Tháng | Chủ đề                | Định hướng nội dung             | Dẫn chuyện                        | Ngày phát sóng       | TK     |
| --- | ----- | --------------------- | ------------------------------- | --------------------------------- | -------------------- | ------ |
| TBA | 1     | TBA                   | TBA                             | TBA                               | Tháng 1 năm 2006     | TBA    |
| TBA | 2     | TBA                   | TBA                             | TBA                               | Tháng 2 năm 2006     | TBA    |
| TBA | 3     | "Lời yêu thương 2006" | Kỷ niệm 6 năm Thay lời muốn nói | Lê Đỗ Quỳnh Hương, NSƯT Thành Lộc | 7 tháng 3 năm 2006   | [ 11 ] |
| TBA | 4     | TBA                   | TBA                             | TBA                               | Tháng 4 năm 2006     | TBA    |
| TBA | 5     | TBA                   | TBA                             | TBA                               | Tháng 5 năm 2006     | TBA    |
| TBA | 6     | TBA                   | TBA                             | TBA                               | Tháng 6 năm 2006     | TBA    |
| TBA | 7     | TBA                   | TBA                             | TBA                               | Tháng 7 năm 2006     | TBA    |
| TBA | 8     | TBA                   | TBA                             | TBA                               | Tháng 6 năm 2006     | TBA    |
| TBA | 9     | TBA                   | TBA                             | TBA                               | Tháng 9 năm 2006     | TBA    |
| TBA | 10    | "Đêm"                 | TBA                             | TBA                               | Tháng 10 năm 2006    | TBA    |
| TBA | 11    | "Còn thấy mặt trời"   | TBA                             | TBA                               | 13 tháng 11 năm 2006 | [ 12 ] |
| TBA | 12    | TBA                   | TBA                             | TBA                               | Tháng 12 năm 2006    | TBA    |

### 2007
| TT. | Tháng | Chủ đề                | Định hướng nội dung                                      | Dẫn chuyện                                          | Ngày phát sóng       | TK     |
| --- | ----- | --------------------- | -------------------------------------------------------- | --------------------------------------------------- | -------------------- | ------ |
| TBA | 1     | TBA                   | TBA                                                      | Lê Đỗ Quỳnh Hương                                   | Tháng 1 năm 2007     | TBA    |
| TBA | 2     | "Hẹn yêu 2007"        | Lễ Tình nhân                                             | Lê Đỗ Quỳnh Hương, Lam Trường                       | 12 tháng 2 năm 2007  | [ 13 ] |
| TBA | 3     | "Lời yêu thương 2007" | Kỷ niệm 7 năm Thay lời muốn nói                          | Lê Đỗ Quỳnh Hương, Chi Bảo, Khánh Hoàng, Quyền Linh | 7 tháng 3 năm 2007   | [ 14 ] |
| TBA | 4     | "Nhạt nắng"           | Chiều và hoàng hôn                                       | Lê Đỗ Quỳnh Hương, Khánh Hoàng                      | 23 tháng 4 năm 2007  | [ 15 ] |
| TBA | 5     | "Đẹp nhất tên Người"  | Chủ tịch Hồ Chí Minh                                     | TBA                                                 | 19 tháng 5 năm 2007  | [ 16 ] |
| TBA | 6     | TBA                   | TBA                                                      | TBA                                                 | 17 tháng 6 năm 2007  | TBA    |
| TBA | 7     | "Bạn đời"             | Vợ chồng hạnh phúc                                       | Lê Đỗ Quỳnh Hương, Lê Phước Lập                     | 22 tháng 7 năm 2007  | [ 17 ] |
| Danh sách bài hát (theo thứ tự trình diễn, không đầy đủ) 1. "Mộng dưới hoa" (nhạc: Phạm Đình Chương, thơ: Đinh Hùng) – Đức Tuấn 2. "Chợt nghe bước em về" (sáng tác: Quốc Vượng) – Lam Trường |       |                       |                                                          |                                                     |                      |        |
| TBA | 8     | "Nhớ mưa xưa"         | Mưa và tình yêu                                          | Lê Đỗ Quỳnh Hương                                   | 12 tháng 8 năm 2007  | [ 18 ] |
| Danh sách bài hát (theo thứ tự trình diễn, không đầy đủ) 1. "Phố xa" (sáng tác: Lê Quốc Thắng) – Nhóm Nhật Nguyệt 2. "Diễm xưa" (sáng tác: Trịnh Công Sơn) – Mỹ Dung 3. "Mưa" (sáng tác: Quốc Bảo) – Phương Linh 4. "Thành phố mưa bay" (sáng tác: Bằng Giang) – Đàm Vĩnh Hưng 5. "Đường xa ướt mưa" (sáng tác: Đức Huy) – Đàm Vĩnh Hưng, Hồng Ngọc 6. "Tháng sáu trời mưa" (nhạc: Hoàng Thanh Tâm, thơ: Nguyên Sa) – Xuân Phú 7. "Đêm nghe tiếng mưa" (sáng tác: Đức Trí) – Hồ Ngọc Hà 8. "Ướt mi" (sáng tác: Trịnh Công Sơn) – Đình Nguyên 9. "Mưa bong bóng" (nhạc: Lý Dũng Liêm, thơ: Lý Quang Diệu) 10. "Mưa" (sáng tác: Văn Phụng) – Hồng Hạnh |       |                       |                                                          |                                                     |                      |        |
| TBA | 9     | "Thu – Hát cho người" | Mùa thu                                                  | Lê Đỗ Quỳnh Hương                                   | 16 tháng 9 năm 2007  | [ 19 ] |
| TBA | 10    | TBA                   | TBA                                                      | TBA                                                 | 14 tháng 10 năm 2007 | TBA    |
| TBA | 11    | "Ký ức Nga"           | Các bài hát về nước Nga                                  | Lê Đỗ Quỳnh Hương, Thanh Bạch                       | 11 tháng 11 năm 2007 | [ 20 ] |
| Danh sách bài hát (theo thứ tự trình diễn, không đầy đủ) 1. "Dưới cây thùy dương" (nhạc: E.Rodughin) – Vũ đoàn Mai Trắng 2. "Thời thanh niên sôi nổi" (nhạc: A.Pakhnutova, lời: Osanin) – Tốp ca nam 3. "Đại bàng con" (nhạc Nga, lời Việt sưu tầm) – Tốp ca Nhà thiếu nhi TP.HCM 4. "Bài hát về Tổ Quốc xa xôi" (nhạc: Tarivediev, lời: Rojdextveski, lời Việt: Diệp Minh Tuyền) – Đức Tuấn 5. "Chiều Matxcơva" (nhạc: Vasily Solovyov-Sedoi, lời Việt sưu tầm) – Nhóm AC&M 6. "Kachiusa" 7. "Chiều đông Matxcơva" (sáng tác: Phú Quang) – Nghi Văn 8. "Đôi mắt huyền" (nhạc Nga) – Thanh Bạch 9. "Điệu nhảy trên trống" (nhạc Nga, lời Việt: Kiều Hưng) – Đoan Trang 10. "Khi yêu ai nỡ biệt ly" (nhạc: Minkov, lời: Tuxnova, lời Việt: Cẩm Vân) – Cẩm Vân 11. "Ngôi sao ban chiều" (sáng tác: Đinh Tiến Hậu) – Mai Khôi 12. "Cây phúc bồn tử" (nhạc: V. Dobrynin, lời: M. Plyatskovsky, lời Việt sưu tầm) – Ngọc Bích 13. "Tình ca du mục" (nhạc: V. Dobrynin, lời: M. Plyatskovsky, lời Việt sưu tầm) – Ngọc Bích 14. "Đôi bờ" (nhạc: Boris Fomin, thơ: K. Podrevskyi) – Nhóm 5 Dòng Kẻ 15. "Triệu đóa hoa hồng" (nhạc: Raimonds Pauls, lời: Truockin, lời Việt: Trung Kiên) – Ái Vân |       |                       |                                                          |                                                     |                      |        |
| TBA | 12    | "Niềm vui cuối năm"   | Lễ Giáng sinh và những điều hạnh phúc trong dịp cuối năm | Lê Đỗ Quỳnh Hương, Lê Phước Lập                     | 23 tháng 12 năm 2007 | [ 21 ] |
| Danh sách bài hát (theo thứ tự trình diễn, không đầy đủ) 1. "Cuộc đời tươi đẹp" (Proud of you) (sáng tác: Fiona Fung) – Nhóm Mây Trắng 2. "Gia đình tôi" (sáng tác: Phương Uyên) – Nhóm Ba Con Mèo 3. "Nơi em tìm đến" (sáng tác: Đức Trí) – Hồ Ngọc Hà 4. "Tình khúc cho em" (sáng tác: Lê Uyên & Phương) – Lê Hiếu, Hương Giang 5. "Và con tim đã vui trở lại" (sáng tác: Đức Huy) – Quỳnh Lan 6. "Lấp lánh ước mơ" (sáng tác: Bảo Lan) – Phương Dung 7. "Hát ru tình yêu" (sáng tác: Hoài An) – Đan Trường, Hồ Quỳnh Hương |       |                       |                                                          |                                                     |                      |        |

### 2008
| TT. | Tháng | Chủ đề                      | Định hướng nội dung                     | Dẫn chuyện                                                                              | Ngày phát sóng       | TK     |
| --- | ----- | --------------------------- | --------------------------------------- | --------------------------------------------------------------------------------------- | -------------------- | ------ |
| TBA | 1     | "Xuân bình yên"             | Năm mới                                 | Lê Đỗ Quỳnh Hương, Lê Phước Lập                                                         | 20 tháng 1 năm 2008  | [ 22 ] |
| TBA | 2     | "Hẹn yêu 2008"              | Lễ Tình nhân                            | Lê Đỗ Quỳnh Hương, Nguyễn Đức Trung                                                     | 17 tháng 2 năm 2008  | [ 23 ] |
| TBA | 3     | "Em còn nhớ hay em đã quên" | Kỷ niệm ngày mất nhạc sĩ Trịnh Công Sơn | Lê Đỗ Quỳnh Hương, Phú Quang                                                            | 16 tháng 3 năm 2008  | [ 24 ] |
| TBA | 4     | "Lời yêu thương 2008"       | Kỷ niệm 8 năm Thay lời muốn nói         | Lê Đỗ Quỳnh Hương, Anh Quân, Trấn Thành, Quỳnh Trâm, Hồng Phượng, Lê Phước Lập, Đỗ Thụy | 20 tháng 4 năm 2008  | [ 25 ] |
| TBA | 5     | "Mẹ"                        | Người mẹ                                | Lê Đỗ Quỳnh Hương, NSƯT Kim Xuân                                                        | 11 tháng 5 năm 2008  | [ 26 ] |
| Danh sách bài hát (theo thứ tự trình diễn) 1. "Bóng cả" (sáng tác: Vũ Quốc Việt) – Nhóm Mây Trắng 2. "Mẹ yêu của con" (sáng tác: Hoàng Yến) – Mỹ Dung 3. "Mẹ yêu" (sáng tác: Phương Uyên) – Nhóm Ba Con Mèo 4. "Mẹ của anh" (nhạc: Trịnh Vĩnh Thành, thơ: Xuân Quỳnh) – Thùy Dương 5. "Chị tôi" (sáng tác: Trần Tiến) – Saxophone Trần Mạnh Tuấn 6. "Mẹ ơi!" (sáng tác: Minh Châu) – Nguyễn Hồng Ân 7. "Tình mẹ" (sáng tác: Nguyễn Tất Tùng) – Thùy Trang 8. "Bông hồng cài áo" (sáng tác: Phạm Thế Mỹ) – Đan Trường 9. "Đất nước" (nhạc: Phạm Minh Tuấn, thơ: Tạ Hữu Yên) – Anh Bằng, Song Giang 10. "Đi xa" (sáng tác: Hồ Trung Dũng) – Nhóm F5 11. "Tình mẹ" (sáng tác: Nguyễn Nhất Huy) – Mỹ Tâm 12. "Quê nhà" (sáng tác: Trần Tiến) – Quang Linh 13. "Lòng mẹ" (sáng tác: Y Vân) – Cẩm Vân 14. "Một đời cho con" (sáng tác: Nguyễn Văn Thanh Nhã) – Nguyễn Phi Hùng 15. "Mơ hoa" (sáng tác: Hoàng Giác) – Vân Khánh                                                                               |       |                             |                                         |                                                                                         |                      |        |
| TBA | 6     | "Hoa có vàng nơi ấy"        | Các ca khúc về hoa                      | Lê Đỗ Quỳnh Hương, Bình Minh                                                            | 21 tháng 6 năm 2008  | [ 27 ] |
| Danh sách bài hát (theo thứ tự trình diễn, không đầy đủ) 1. "Đưa em tìm động hoa vàng" (sáng tác: Phạm Duy) – Đức Tuấn 2. "Hoa nắng" (sáng tác: Vũ Văn Hà) – Trà My 3. "Phượng buồn" (sáng tác: Thanh Sơn, Phương Vũ) – Cẩm Ly 4. "Thời hoa đỏ" (nhạc: Nguyễn Đình Bảng, thơ: Thanh Tùng) – Nhóm Phù Sa 5. "Hoa sữa" (sáng tác: Hồng Đăng) – Mai Khôi 6. "Chuyện đóa quỳnh hương" (sáng tác: Trịnh Công Sơn) – Ngân Quỳnh 7. "Hoa vàng mấy độ" (sáng tác: Trịnh Công Sơn) – Hiền Thục 8. "Những mùa hoa bỏ lại" (sáng tác: Việt Anh) – Đình Nguyên 9. "Cánh hoa xưa" (sáng tác: Hoàng Trọng) – Phạm Khánh Hưng |       |                             |                                         |                                                                                         |                      |        |
| TBA | 7     | "Biển"                      | Các ca khúc về biển                     | Lê Đỗ Quỳnh Hương, Cao Minh                                                             | 20 tháng 7 năm 2008  | TBA    |
| TBA | 8     | "Mưa hồng"                  | Các ca khúc về mưa                      | Lê Đỗ Quỳnh Hương, Nguyễn Hồng Ân                                                       | 17 tháng 8 năm 2008  | TBA    |
| Danh sách bài hát (theo thứ tự trình diễn, không đầy đủ) 1. "Mưa hồng" (sáng tác: Trịnh Công Sơn) – Phan Đinh Tùng 2. "Tình yêu đầu tiên" (sáng tác: Duyên Hương) – Thanh Ngọc 3. "Nụ hôn ngày mưa" (sáng tác: Huy Tuấn) – Hồ Ngọc Hà 4. "Mưa ngâu" (sáng tác: Thanh Tùng) – Nhóm Mây Trắng 5. "Bảy sắc cầu vồng" (nhạc: Nguyễn Hồng Thuận, lời: Jaybi) – Lam Trường 6. "Mưa" (sáng tác: Quốc Bảo) – Thu Thủy 7. "Khúc mưa" (sáng tác: Võ Thiện Thanh) – Thùy Lâm 8. "Tuổi đá buồn" (sáng tác: Trịnh Công Sơn) – Mỹ Hạnh 9. "Tiếng mưa đêm" (sáng tác: Đức Huy) – Nguyễn Hồng Ân |       |                             |                                         |                                                                                         |                      |        |
| TBA | 9     | "Khi Trăng là Nguyệt"       | Các ca khúc về trăng                    | Lê Đỗ Quỳnh Hương, Dương Trương Thiên Lý                                                | 14 tháng 9 năm 2008  | TBA    |
| Danh sách bài hát (theo thứ tự trình diễn) 1. "Ông trăng xuống chơi" (sáng tác: Phạm Duy) – Tóc Tiên 2. "Rước đèn tháng tám" (sáng tác: Văn Thanh) – Phương Thanh 3. "Thằng Cuội" (sáng tác: Lê Thương) – Minh Thuận 4. "Trăng quê" (sáng tác: Đỗ Anh Hùng) – Vân Khánh 5. "Lời mẹ ru" (sáng tác: Trịnh Công Sơn) – Cẩm Vân 6. "Tìm nơi đâu chân tình" (sáng tác: Hoài An) – Đan Trường 7. "Ngày xưa lên năm lên ba" (sáng tác: Duy Thiên) – Quang Linh, Mỹ Lệ 8. "Chờ em nơi thềm trăng" (sáng tác: Quốc Bảo) – Mai Khôi 9. "Bí ẩn vầng trăng" (sáng tác: Starry Cheng, lời Việt: Quốc Bảo) – Ngô Thanh Vân 10. "Ngăn cách" (sáng tác: Y Vân) – Vân Trường 11. "Trăng mờ bên suối" (sáng tác: Lê Mộng Nguyên) – Xuân Phú 12. "Đêm Gành Hào nghe điệu Hoài Lang" (sáng tác: Vũ Đức Sao Biển) – Cẩm Ly |       |                             |                                         |                                                                                         |                      |        |
| TBA | 10    | "Dạ khúc"                   | Các ca khúc cho tuổi trung niên         | Lê Đỗ Quỳnh Hương, Phú Quang                                                            | 12 tháng 10 năm 2008 | [ 28 ] |
| Danh sách bài hát (theo thứ tự trình diễn) 1. "Đêm thấy ta là thác đổ" (sáng tác: Trịnh Công Sơn) – Phú Quang 2. "Xin còn gọi tên nhau" (sáng tác: Trường Sa) – Nguyễn Hồng Ân 3. "Bánh xe lãng tử" (sáng tác: Trọng Khương) – Nhóm F5 4. "Sầu lẻ bóng" (sáng tác: Anh Bằng) – Giao Linh 5. "Xóm đêm" (sáng tác: Phạm Đình Chương) – Hồng Ngọc 6. "Ai đi ngoài sương gió" (sáng tác: Nguyễn Hữu Thiết) – Hương Lan 7. "Chiếc lá cuối cùng" (sáng tác: Tuấn Khanh) – Thanh Long Bass 8. "Phút cuối" (sáng tác: Lam Phương) – Đan Trường 9. "Một mình" (sáng tác: Thanh Tùng) – Hồng Nhung 10. "Xin dìu nhau đến tình yêu" (sáng tác: Đỗ Kim Bảng) – Hồng Nhung 11. "Phôi pha" (sáng tác: Trịnh Công Sơn) – Cẩm Vân 12. "Dạ khúc cho tình nhân" (sáng tác: Lê Uyên & Phương) – Quang Dũng 13. "Cát bụi" (sáng tác: Trịnh Công Sơn) – Saxophone Trần Mạnh Tuấn 14. "Niệm khúc cuối" (sáng tác: Ngô Thụy Miên) – Thu Hà 15. "Hãy yêu như chưa yêu lần nào" (sáng tác: Lê Hựu Hà) – Xuân Phú, Mỹ Dung       |       |                             |                                         |                                                                                         |                      |        |
| TBA | 11    | "Ngày xưa còn bé"           | Những kỷ niệm thời thơ ấu               | Lê Đỗ Quỳnh Hương, Thanh Thủy                                                           | 16 tháng 11 năm 2008 | TBA    |
| TBA | 12    | "Ngày hạnh phúc"            | Những kỷ niệm ngày cưới                 | Lê Đỗ Quỳnh Hương, Đức Huy                                                              | 21 tháng 12 năm 2008 | [ 29 ] |
| Danh sách bài hát (theo thứ tự trình diễn) 1. "Hạnh phúc" (sáng tác: Phạm Khánh Hưng) – Phạm Khánh Hưng, Hiền Thục 2. "Rồi đây anh sẽ đưa em về nhà" (sáng tác: Phạm Duy) – Đức Tuấn 3. "Ta thuộc về nhau" (sáng tác: Minh Thư) – Minh Thư 4. "Yêu và mơ" (sáng tác: Văn Phụng) – Thụy Long 5. "Ước mơ đã về" (nhạc Thái Lan) – Nini Khánh 6. "Mãi như bây giờ" (sáng tác: Hà Quang Minh) – Hồ Ngọc Hà 7. "Mẹ tôi rước dâu" (sáng tác: Minh Vy) – Cẩm Ly 8. "Hát mãi cho nhau" (sáng tác: Vũ Quốc Việt) – Cẩm Vân, Khắc Triệu 9. "Mùa xuân bên cửa số" (nhạc: Xuân Hồng, thơ: Song Hào) – Mỹ Dung 10. "Bình yên" (sáng tác: Quốc Bảo) – Quang Dũng, Hồng Nhung 11. "Vẽ bằng màu tình yêu" (sáng tác: Trần Lê Quỳnh) – Quang Dũng 12. "Lâu đài tình ái" (sáng tác: Trần Thiện Thanh) – Thái Châu 13. "Hạnh phúc lang thang" (sáng tác: Lê Minh Bằng) – Nguyễn Hồng Ân 14. "Vẫn mãi thương yêu" (sáng tác: Đức Huy) – Đức Huy 15. "Xin được mãi yêu nhau" (sáng tác: Phương Uyên) – Phương Uyên, Lê Minh |       |                             |                                         |                                                                                         |                      |        |

### 2009
| TT. | Tháng | Chủ đề                            | Định hướng nội dung                         | Dẫn chuyện                          | Ngày phát sóng       | TK     |
| --- | ----- | --------------------------------- | ------------------------------------------- | ----------------------------------- | -------------------- | ------ |
| TBA | 1     | "Ngày nắng mới"                   | Năm mới                                     | Lê Đỗ Quỳnh Hương, Nathan Lee       | 11 tháng 1 năm 2009  | [ 30 ] |
| Danh sách bài hát (theo thứ tự trình diễn) 1. "Chuông gió" (sáng tác: Võ Thiện Thanh) – Thu Minh 2. "Và tôi cũng yêu em" (sáng tác: Đức Huy) – Nhóm AC&M 3. "Bay vào ngày xanh" (sáng tác: Dương Thụ) – Võ Hạ Trâm 4. "Mỗi ngày tôi chọn một niềm vui" (sáng tác: Trịnh Công Sơn) – Mỹ Lệ, Nathan Lee 5. "Tự khúc ngày sinh" (sáng tác: Trương Quý Hải) – Tóc Tiên 6. "Xuân ca" (sáng tác: Phạm Duy) – Đoan Trang 7. "Đón xuân" (sáng tác: Phạm Đình Chương) – Hồng Ngọc 8. "Điệp khúc mùa xuân" (sáng tác: Quốc Dũng) – Đàm Vĩnh Hưng 9. "Vùng trời bình yên" (sáng tác: Vĩnh Tâm) – Đàm Vĩnh Hưng, Hồng Ngọc 10. "Vũ điệu France cho anh" (sáng tác: Phạm Hữu Tâm) – Mỹ Tâm 11. "Một mùa mới cho em" (sáng tác: Quốc Bảo) – Từ Hiền Trang 12. "Hoa nắng" (sáng tác: Minh Hà) – Cao Thái Sơn 13. "Câu trả lời" (sáng tác: Đỗ Bảo) – Trần Thu Hà 14. "Một ngày mới" (sáng tác: Huy Tuấn) – Hồng Nhung 15. "Ngày dịu dàng" (sáng tác: Quốc Bảo) – Hồ Bích Ngọc |       |                                   |                                             |                                     |                      |        |
| TBA | 2     | "Trái tim yêu thương"             | Ngày Thầy thuốc Việt Nam                    | Lê Đỗ Quỳnh Hương, Lê Hành          | 15 tháng 2 năm 2009  | TBA    |
| Danh sách bài hát (theo thứ tự trình diễn) 1. "Phép màu" (sáng tác: Nguyễn Phi Hùng) – Nguyễn Phi Hùng 2. "Để gió cuốn đi" (sáng tác: Trịnh Công Sơn) – Mỹ Dung, Lê Hành 3. "Mưa cho một ngày mới" (sáng tác: Minh Đức) – Hiền Thục 4. "Hôm nay mẹ trực đêm" (nhạc: Hoàng Hiệp, thơ: Lê Bá Diễm Chi) – Xuân Nghi 5. "Nghĩ về cha" (sáng tác: Nguyễn Nhất Huy) – Minh Tú, Minh Thư 6. "Riêng một góc trời" (sáng tác: Ngô Thụy Miên) – Elvis Phương 7. "Chiếc lá đầu tiên" (sáng tác: Tuấn Khanh) – Họa Mi, Đại Nhân 8. "Ơi cuộc sống mến thương" (sáng tác: Nguyễn Ngọc Thiện) – Nhóm 5 Dòng Kẻ 9. "Bay lên nhé" (sáng tác: Đặng Thảo Nguyên) – Thảo Trang 10. "Gửi người em gái" (sáng tác: Đoàn Chuẩn, Từ Linh) – Nguyễn Hồng Ân 11. "Khung trời đại học" (sáng tác: Nguyễn Nam) – Thùy Lâm 12. "Hành hương trên đồi cao" (sáng tác: Trịnh Công Sơn) – Cẩm Vân 13. "Yêu nhau đi" (sáng tác: Nguyễn Hữu Thiết) – Hồng Hạnh 14. "Hát cho người tuổi trẻ" (sáng tác: Lê Hựu Hà) – Võ Hạ Trâm, Triệu Lộc, Tùng Lâm, Ngọc Anh 15. "Tình khúc" (sáng tác: Quốc Bảo) – Đức Tuấn 16. "Khúc yêu thương" (sáng tác: Hoàng Quân, Trọng Vũ) – Hoàng Quân                                                                                      |       |                                   |                                             |                                     |                      |        |
| TBA | 3     | "Ru cho mẹ và em"                 | Ngày Quốc tế Phụ nữ                         | Lê Đỗ Quỳnh Hương, Trần Hữu Bích    | 15 tháng 3 năm 2009  | [ 31 ] |
| Danh sách bài hát (theo thứ tự trình diễn) 1. "Giọt yêu thương" (sáng tác: Trần Kiên) – Nhóm 5 Dòng Kẻ 2. "Tạ ơn mẹ" (sáng tác: Lam Phương) – Hạnh Nguyên 3. "Mừng tuổi mẹ" (sáng tác: Trần Long Ẩn) – Thùy Dương 4. "Cõng mẹ đi chơi" (sáng tác: Trần Quế Sơn) – Quang Linh 5. "Nỗi buồn mẹ tôi" (sáng tác: Minh Vy) – Cẩm Ly 6. "Tình mẹ" (sáng tác: Uy Thi Ca) – Giao Linh 7. "Mẹ nhớ con" (sáng tác: Nguyễn Hồng Thuận) – Lam Trường 8. "Còn thương rau đắng mọc sau hè" (sáng tác: Bắc Sơn) – Hương Lan 9. "Tình mẹ" (sáng tác: Nguyễn Nhất Huy) – Thu Trang 10. "Ngậm ngùi" (sáng tác: Phạm Duy) – Duy Quang 11. "Tôi ru em ngủ" (sáng tác: Trịnh Công Sơn) – Lê Hiếu 12. "Ru em từng ngón xuân nồng" (sáng tác: Trịnh Công Sơn) – Hồng Nhung 13. "Ru ta ngậm ngùi" (sáng tác: Trịnh Công Sơn) – Mỹ Hạnh 14. "Bài hát ru cho anh" (sáng tác: Dương Thụ) – Song Giang |       |                                   |                                             |                                     |                      |        |
| TBA | 4     | "Lời yêu thương 2009"             | Kỷ niệm 9 năm Thay lời muốn nói             | Lê Đỗ Quỳnh Hương, Lê Phước Lập     | 12 tháng 4 năm 2009  | [ 32 ] |
| Danh sách bài hát (theo thứ tự trình diễn) 1. "Thay lời muốn nói" (sáng tác: Nguyễn Đức Trung) – Võ Hạ Trâm, Triệu Lộc, Thu Trang, Hoàng Quân, Duy Anh, Họa Mi, Đại Nhân, Hải Đăng, Khải Thiên 2. "Sinh nhật hồng" (sáng tác: Lê Quốc Thắng) – Nhóm Nhật Nguyệt 3. "Ngỡ đâu tình đã quên mình" (sáng tác: Lê Hựu Hà) – Duy Quang, Yến Xuân 4. "Mẹ yêu con" (sáng tác: Nguyễn Văn Tý) – Hồng Hạnh 5. "Gia đình tôi" (sáng tác: Phương Uyên) – Phương Uyên, Lê Minh, Thanh Duy 6. "Xin một ngày mai có nhau" (sáng tác: Đức Huy) – Xuân Phú, Song Giang 7. "Em vẫn đợi anh về" (nhạc: Hoàng Hiệp, thơ: Lê Giang) – Vân Khánh, Khánh Duy 8. "Tình khúc cho con" (sáng tác: Lê Uyên & Phương) – Đàm Vĩnh Hưng 9. "Pha lê tím" (sáng tác: Nguyễn Văn Chung) – Cao Thái Sơn 10. "Đời bỗng vui" (sáng tác: Đức Trí) – Hồ Ngọc Hà 11. "Ngày tháng còn đó" (sáng tác: Đức Trí) – Hồ Ngọc Hà, Quang Dũng 12. "Nơi thời gian dừng lại" (sáng tác: Tường Văn) – Quang Dũng 13. "Người tình trăm năm" (sáng tác: Đức Huy) – Nguyễn Hồng Ân 14. "Tuyết rơi mùa hè" (sáng tác: Trần Lê Quỳnh) – Đoan Trang 15. "Hãy yêu nhau đi" (sáng tác: Trịnh Công Sơn) – Phan Đinh Tùng                                                                       |       |                                   |                                             |                                     |                      |        |
| TBA | 5     | "Thương đôi bàn tay"              | Đôi tay                                     | Lê Đỗ Quỳnh Hương, Nguyễn Đức Trung | 17 tháng 5 năm 2009  | TBA    |
| Danh sách bài hát (theo thứ tự trình diễn) 1. "Thương đôi bàn tay" (Yanni) – Nhóm múa Arabesque 2. "Lời ru cho con" (sáng tác: Xuân Phương, Kiều Anh) – Thanh Ngọc 3. "Đời mẹ" (sáng tác: Xuân Hiếu) – Phạm Thanh Thảo 4. "Trong vòng tay mẹ" (sáng tác: Lê Quốc Thắng) – Quang Linh 5. "Bà tôi" (sáng tác: Vũ Minh Đức) – Hồng Mơ 6. "Một đời cho con" (sáng tác: Nguyễn Văn Thanh Nhã) – Nguyễn Phi Hùng 7. "Bàn tay em" (nhạc: Thanh Bình, ý thơ: Xuân Quỳnh) – Đình Nguyên 8. "Chiều ca dao" (nhạc: Hoàng Yến, ý thơ: Ngô Thị Ý Nhi) – Mỹ Dung 9. "Chiếc nhẫn cỏ" (nhạc: Hữu Xuân, ý thơ: Lưu Hương) – Hồng Nhung 10. "Tình ca phố" (sáng tác: Quốc Bảo) – Đức Tuấn 11. "Giáng ngọc" (sáng tác: Ngô Thụy Miên) – Xuân Phú 12. "Ru em từng ngón xuân nồng" (sáng tác: Trịnh Công Sơn) – Cẩm Vân 13. "Tay nắm bàn tay" (Main dans la main) (nhạc: Christophe, lời Việt: Lê Đỗ Quỳnh Hương) – Thụy Long, Hoàng Kim 14. "Dạ khúc" (sáng tác: Quốc Bảo) – Hiền Thục 15. "Phép màu" (sáng tác: Nguyễn Phi Hùng) – Nguyễn Phi Hùng |       |                                   |                                             |                                     |                      |        |
| TBA | 6     | "Hoa giữa đời"                    | Ngày của Cha                                | Lê Đỗ Quỳnh Hương, Lê Phước Lập     | 20 tháng 6 năm 2009  | [ 33 ] |
| Danh sách bài hát (theo thứ tự trình diễn) 1. "Tự khúc ngày sinh" (sáng tác: Trương Quý Hải) – Bá Thắng, Hòa Hiệp, Thế Thành 2. Liên khúc "Cả thế giới trong túi bố" & "Bố là tất cả" (sáng tác: Ðình Khiêm; nhạc: Thập Nhất, thơ: Nguyễn Văn Khoái) – Nhóm Sido 3. "Ba vẫn thương con như ngày xưa" (sáng tác: Nguyễn Ngọc Thiện) – Nhóm Kathy 4. "Nghĩ về cha" (sáng tác: Nguyễn Nhất Huy) – Kasim Hoàng Vũ 5. "Papa" (sáng tác: Paul Anka) – Nathan Lee 6. "Những ô cửa xanh" (sáng tác: Trần Lê Quỳnh) – Hồ Trung Dũng 7. "Lời cha" (sáng tác: Vũ Đức) – Nhật Tinh Anh 8. "Cha yêu" (sáng tác: Quốc Vượng) – Quỳnh Lan 9. "Tình cha" (sáng tác: Y Vân) – Hạnh Nguyên 10. "Người phu xe" (sáng tác: Thế Hiển) – Thế Hiển 11. "Bóng cả" (sáng tác: Vũ Quốc Việt) – Vũ Quốc Việt, Bảo Anh 12. "Công cha nghĩa nặng" (sáng tác: Tiến Luân) – Hương Lan 13. "Lời ru dành cho con" (sáng tác: Vũ Minh Đức) – Thụy Long 14. "Cám ơn cha" (sáng tác: Nhật Trung) – Minh Tú, Minh Thư |       |                                   |                                             |                                     |                      |        |
| TBA | 7     | "Này gió"                         | Các bài hát về gió                          | Lê Đỗ Quỳnh Hương, Đàm Vĩnh Hưng    | 12 tháng 7 năm 2009  | [ 34 ] |
| TBA | 8     | "Tìm nhau"                        | Giúp khán giả tìm nhau qua chương trình     | Lê Đỗ Quỳnh Hương                   | 16 tháng 8 năm 2009  | [ 35 ] |
| Danh sách bài hát (theo thứ tự trình diễn) 1. "Một thời để nhớ" (sáng tác: Nguyễn Văn Hiên) – Nhóm Mắt Ngọc, nhóm F5 2. "Tuổi học trò" (sáng tác: Nguyễn Sơn) – Tùng Lâm 3. "Hạ đâu?" (sáng tác: Huy Trực) – Võ Hạ Trâm 4. "Cô gái đến từ hôm qua" (sáng tác: Trần Lê Quỳnh) – Mỹ Tâm 5. "Tình ca du mục" (nhạc Nga lời Việt) – Quỳnh Lan 6. "Như núi Thái Sơn" (sáng tác: Lê Quốc Thắng) – Hồ Bích Ngọc 7. "Còn thương rau đắng mọc sau hè" (sáng tác: Bắc Sơn) – Thanh Thúy 8. "Mùa xuân" (nhạc: Phạm Minh Tuấn, thơ: Elena Superman) – Cẩm Vân 9. "Ngại ngùng" (sáng tác: Quốc Dũng) – Quang Linh 10. "Chảy đi sông ơi" (sáng tác: Phó Đức Phương) – Anh Bằng 11. "Căn phòng mưa rơi" (sáng tác: Hồ Quỳnh Hương) – Hồ Quỳnh Hương 12. "Anh xin làm" (sáng tác: Mai Anh Việt) – Quang Dũng 13. "Không bao giờ quên anh" (sáng tác: Hoàng Trang) – Cẩm Ly 14. "Mắt lệ cho người" (sáng tác: Từ Công Phụng) – Hồng Ngọc 15. "Tình đầu" (sáng tác: Hoàng Trọng, Hồ Đình Phương) – Xuân Phú |       |                                   |                                             |                                     |                      |        |
| TBA | 9     | "Thân thương biển đảo ta ơi"      | Biển đảo đất nước                           | Lê Đỗ Quỳnh Hương, Lê Phước Lập     | 13 tháng 9 năm 2009  | TBA    |
| Danh sách bài hát (theo thứ tự trình diễn) 1. "Biển hát chiều nay" (sáng tác: Hồng Đăng) – Quang Minh, Thu Trang 2. "Duyên hải biển quê tôi" (sáng tác: Phạm Minh Tuấn) – Huỳnh Lợi & nhóm Ánh Lửa 3. "Tình biển" (sáng tác: Trần Quang Huy) – Hiền Thục 4. "Sao biển" (sáng tác: Phạm Minh Tuấn) – Hồ Trung Dũng 5. "Đảo xa" (sáng tác: Đỗ Nhuận) – Nhóm Giai Điệu Xanh 6. Liên khúc "Lời của con" & "Bố em là lính hải quân" (sáng tác: Lê Quốc Thắng, Trương Quang Lục) – Nhóm Sido 7. "Gửi em từ đảo xa" (sáng tác: Thế Bảo) – Hải Quân 8. "Ở một nơi nào đó" (sáng tác: Lê Quang) – Kasim Hoàng Vũ 9. "Tâm tình gửi anh, người lính đảo" (sáng tác: Tôn Thất Thành) – Quốc Đại, Hạnh Nguyên 10. "Tiếng hát nơi đảo xa" (sáng tác: Thanh Bình) – Hải Yến 11. "Gần lắm Trường Sa" (sáng tác: Hình Phước Long) – Thanh Thúy 12. "Nghĩ về người lính đảo xa" (sáng tác: Chân Quang) – NSƯT Tạ Minh Tâm 13. "Ngọn cờ kiêu hãnh" (sáng tác: Vũ Quốc Việt) – Vũ Quốc Việt 14. "Người trễ hẹn mùa xuân" (nhạc: Nguyễn Nam, thơ: Cao Quảng Văn) – Song Giang 15. "Lời Bác - Lời của non sông" (sáng tác: Hữu Ước) – Cao Minh & hợp xướng Suối Việt - Khách mời: Phó Bí thư Thành ủy, Chủ tịch Hội đồng Nhân dân TP.HCM Phạm Phương Thảo |       |                                   |                                             |                                     |                      |        |
| TBA | 10    | "Sắc tím"                         | Các bài hát liên quan đến màu tím           | Lê Đỗ Quỳnh Hương                   | 11 tháng 10 năm 2009 | TBA    |
| Danh sách bài hát (theo thứ tự trình diễn) 1. "Ngàn thu áo tím" (sáng tác: Hoàng Trọng, Vĩnh Phúc) – Thanh Ngọc 2. "Tuổi mười ba" (nhạc: Ngô Thụy Miên, thơ: Nguyên Sa) – Nguyễn Hồng Ân 3. "Chiều tím" (sáng tác: Đan Thọ) – Xuân Phú 4. "Tà áo tím" (sáng tác: Hoàng Nguyên) – Đông Quân 5. "Lời ca dao" (sáng tác: Trần Kiên) – Vân Khánh 6. "Bằng lăng tím" (sáng tác: Vũ Hoàng) – Bảo Anh 7. "Cô hàng xóm" (nhạc: Tô Thanh Tùng, thơ: Nguyễn Bính) – Duy Quang 8. "Phiêu du" (sáng tác: Hoài An) – Đan Trường 9. "Thu hát cho người" (sáng tác: Vũ Đức Sao Biển) – Thanh Long Bass 10. "Pha lê tím" (sáng tác: Nguyễn Văn Chung) – Cao Thái Sơn 11. "Giọt nắng bên thềm" (sáng tác: Thanh Tùng) – Hồng Ngọc 12. "Chỉ hai đứa mình thôi nhé" (sáng tác: Anh Bằng) – Hoàng Châu 13. "Bài tango cho em" (sáng tác: Lam Phương) – Kasim Hoàng Vũ, Như Ý |       |                                   |                                             |                                     |                      |        |
| TBA | 11    | "Miền Trung – Khúc ruột quê mình" | Đất và người miền Trung                     | Lê Đỗ Quỳnh Hương, Lê Phước Lập     | 15 tháng 11 năm 2009 | [ 36 ] |
| Danh sách bài hát (theo thứ tự trình diễn) 1. "Miền Trung đất Mẹ" (nhạc: Đình Thậm, thơ: Ngân Vịnh) – Vân Khánh, Quốc Đại 2. "Về miền Trung" (sáng tác: An Thuyên) – Đức Tuấn 3. "Miền Trung" (nhạc: Nguyễn Thụy Kha, thơ: Hoàng Trần Cương) – Thanh Thúy 4. "Bão lũ" (sáng tác: Vũ Quốc Việt) – Hồ Trung Dũng 5. "Một chút" (sáng tác: Thông Vi Vu) – Minh Tú, Minh Thư 6. "Dòng sông tha thứ" (sáng tác: Trần Tiến) – Tốp ca Đoàn ca múa nhạc Đà Nẵng 7. "Bạn tôi" (sáng tác: Võ Thiện Thanh) – Thùy Lâm 8. "Bình thường thôi" (sáng tác: Vũ Quốc Việt) – Vũ Quốc Việt 9. "Quê hương tuổi thơ tôi" (sáng tác: Từ Huy) – Mỹ Tâm 10. "Sóng về đâu" (sáng tác: Trịnh Công Sơn) – Cẩm Vân 11. "Biển sáng" (sáng tác: Phạm Trọng Cầu, Trịnh Công Sơn) – Cẩm Vân, Khắc Triệu 12. "Ơi cuộc sống mến thương" (sáng tác: Nguyễn Ngọc Thiện) – Nhiều nghệ sĩ - Khách mời: Phó Bí thư thường trực Thành ủy TP.HCM Nguyễn Văn Đua, Chủ tịch HĐQT Tổng Công ty phát triển đô thị Kinh Bắc Đặng Thành Tâm |       |                                   |                                             |                                     |                      |        |
| TBA | 12    | "Đời bỗng vui"                    | Cảm giác tươi mới của lứa tuổi bước vào đời | Lê Đỗ Quỳnh Hương, Hồ Ngọc Hà       | 13 tháng 12 năm 2009 | [ 38 ] |
| Danh sách bài hát (theo thứ tự trình diễn) 1. "Đời bỗng vui" (sáng tác: Đức Trí) – Hồ Ngọc Hà 2. "Hai mươi" (sáng tác: Quốc Bảo) – Từ Hiền Trang 3. "Chào buổi sáng" (sáng tác: Nguyễn Dân) – Phương Uyên, Lê Minh, Thanh Duy 4. "Đêm của con" (sáng tác: Tăng Nhật Tuệ) – Hiền Thục 5. "Cuộc đời tươi đẹp" (Proud of you) (bản gốc: Fiona Fung, lời Việt: Phạm Khánh Hưng) – Nhóm Mây Trắng 6. "Ngày mưa lành" (sáng tác: Nathan Lee) – Nathan Lee 7. "...Ấy" (sáng tác: Minh Thư) – Minh Thư 8. "Em về tinh khôi" (sáng tác: Quốc Bảo) – Lê Hiếu 9. "Yêu" (sáng tác: Lê Hựu Hà) – Nguyễn Phi Hùng, Vy Oanh 10. "Mùa thu cho em" (sáng tác: Ngô Thụy Miên) – Ái Vân 11. "Không chờ đợi" (sáng tác: Đức Trí) – Hồ Ngọc Hà 12. "Cuộc đời rất ngắn" (sáng tác: Phương Uyên) – Phương Uyên, Lê Minh, Thanh Duy & Hợp ca Ba Con Mèo Entertainment 13. "Auld Lang Syne" & "We Wish You a Merry Christmas" (cổ ca Anh) – Phương Uyên, Lê Minh, Thanh Duy & Hợp ca Ba Con Mèo Entertainment |       |                                   |                                             |                                     |                      |        |

### 2010
| Tháng    | Chủ đề                           | Định hướng nội dung              | Đồng dẫn chuyện                          |
| -------- | -------------------------------- | -------------------------------- | ---------------------------------------- |
| Tháng 1  | Xuân an lành                     | Xuân quê hương và xuân tình yêu  | Thanh Hoàng, Lê Đỗ Quỳnh Hương           |
| Tháng 2  | Hẹn yêu 2010                     | Ngày lễ tình nhân, ca sĩ song ca | Hồ Trung Dũng, Lê Đỗ Quỳnh Hương         |
| Tháng 3  | Bốn mùa thay lá                  | Những ca khúc về bốn mùa         | Lê Đỗ Quỳnh Hương                        |
| Tháng 4  | Kỷ niệm 10 năm Thay lời muốn nói | Mừng sinh nhật 10 năm TLMN       | Lê Phước Lập, Lê Đỗ Quỳnh Hương          |
| Tháng 5  | Những vùng đất tôi qua           | Du lịch bằng âm nhạc             | Nathan Lee, Lê Đỗ Quỳnh Hương            |
| Tháng 6  | Gửi con yêu                      | Mỗi em bé là một thiên thần      | Hiền Thục, Thanh Thúy, Lê Đỗ Quỳnh Hương |
| Tháng 7  | Bạn đời                          | Tình cảm vợ chồng, nghĩa phu thê | Lê Phước Lập, Cẩm Ly, Lê Đỗ Quỳnh Hương  |
| Tháng 8  | Hướng về Hà Nội                  | Hà Nội                           | Trần Hữu Bích, Lê Đỗ Quỳnh Hương         |
| Tháng 9  | Trăng tình thân                  | Trung thu và tình thân gia đình  | Việt Trinh, Lê Đỗ Quỳnh Hương            |
| Tháng 10 | Mơ khúc tương phùng              |                                  | Lê Đỗ Quỳnh Hương                        |
| Tháng 11 | Về miền Tây                      | Miền Tây Nam Bộ                  | Lê Phước Lập, Lê Đỗ Quỳnh Hương          |
| Tháng 12 | Khúc nhạc tưng bừng 2010         | Giáng sinh và năm mới            | Lê Đỗ Quỳnh Hương                        |

### 2011
| Tháng    | Chủ đề                                  | Định hướng nội dung                                   | Đồng dẫn chuyện                     |
| -------- | --------------------------------------- | ----------------------------------------------------- | ----------------------------------- |
| Tháng 1  | Hương vị quê nhà                        | Năm mới                                               | Đức Hải, Lê Đỗ Quỳnh Hương          |
| Tháng 2  | Hẹn yêu 2011                            | Ngày lễ tình nhân, ca sĩ song ca                      | Quốc Khánh, Lê Đỗ Quỳnh Hương       |
| Tháng 3  | Yêu thương cho mẹ và em - Ngọc trong đá | Ngày Quốc tế Phụ nữ và Màu xanh thanh niên xung phong | Lê Phước Lập, Lê Đỗ Quỳnh Hương     |
| Tháng 4  | Tình ca phố                             |                                                       | Phú Quang, Lê Đỗ Quỳnh Hương        |
| Tháng 5  | Trở lại mùa hè                          |                                                       | Nguyễn Hồng Ân, Lê Đỗ Quỳnh Hương   |
| Tháng 6  | Ấm áp gia đình                          | Ngày Gia đình Việt Nam                                | Thanh Thúy, Lê Đỗ Quỳnh Hương       |
| Tháng 7  | Quê hương                               | Quê hương đất nước                                    | Cẩm Ly, Quốc Đại, Lê Đỗ Quỳnh Hương |
| Tháng 8  | Tìm nhau 2011                           | Giúp khán giả tìm nhau qua chương trình               | Lê Đỗ Quỳnh Hương                   |
| Tháng 9  | Tiếng thu                               | Mùa thu                                               | Hồ Trung Dũng, Lê Đỗ Quỳnh Hương    |
| Tháng 10 | Hoài cảm                                | Tình cảm                                              | Thúy Hoa, Lê Đỗ Quỳnh Hương         |
| Tháng 11 | Nghĩ về thầy tôi                        | Ngày Nhà giáo Việt Nam                                | Hồ Trung Dũng, Lê Đỗ Quỳnh Hương    |
| Tháng 12 | Hạnh phúc                               | Những kỷ niệm ngày cưới                               | Lê Phước Lập, Lê Đỗ Quỳnh Hương     |

### 2012
| Tháng    | Chủ đề                | Định hướng nội dung               | Đồng dẫn chuyện                                                       |
| -------- | --------------------- | --------------------------------- | --------------------------------------------------------------------- |
| Tháng 1  | Sắc màu lung linh     | Năm mới                           | Vy Oanh, Triệu Lộc, Lê Đỗ Quỳnh Hương                                 |
| Tháng 2  | Hẹn yêu 2012          | Ngày lễ tình nhân, ca sĩ song ca  | Hòa Mi, Đại Nhân, Lê Đỗ Quỳnh Hương                                   |
| Tháng 3  | Em trong mắt tôi      | Ngày Quốc tế Phụ nữ               | Đức Huy                                                               |
| Tháng 4  | Lời yêu thương 2012   | Mừng sinh nhật 12 năm TLMN        | Thanh Thúy, Vy Oanh, Hồ Trung Dũng, Nguyễn Hồng Ân, Lê Đỗ Quỳnh Hương |
| Tháng 5  | Hương vị quê nhà 2012 | Các món ăn độc đáo quê nhà        | Lê Phước Lập, Lê Đỗ Quỳnh Hương                                       |
| Tháng 6  | Sóng                  |                                   | Lê Đỗ Quỳnh Hương                                                     |
| Tháng 7  | Chốn thân thương      |                                   | Quyền Linh, Lê Đỗ Quỳnh Hương                                         |
| Tháng 8  | Mẹ ơi!                | Các ca khúc về người mẹ           | Lê Phước Lập, Lê Đỗ Quỳnh Hương                                       |
| Tháng 9  | Mối tình đầu          |                                   | Hồ Trung Dũng, Lê Đỗ Quỳnh Hương                                      |
| Tháng 10 | Bóng chiều tà         | Các ca khúc về chiều và hoàng hôn | Thụy Long, Lê Đỗ Quỳnh Hương                                          |
| Tháng 11 | Mùa đông ngang cửa    | Các ca khúc về mùa đông           | Lê Đỗ Quỳnh Hương                                                     |
| Tháng 12 | Mỉm cười bước tới     | Nụ cười                           | Hồ Trung Dũng, Lê Đỗ Quỳnh Hương                                      |

### 2013
| Tháng    | Chủ đề                      | Định hướng nội dung                                 | Đồng dẫn chuyện                                             |
| -------- | --------------------------- | --------------------------------------------------- | ----------------------------------------------------------- |
| Tháng 1  | Dịu dàng sắc xuân           | Năm mới                                             | Quý Bình, Lê Đỗ Quỳnh Hương                                 |
| Tháng 2  | Hẹn yêu 2013                | Ngày lễ tình nhân, ca sĩ song ca                    | Đức Tuấn, Lê Đỗ Quỳnh Hương                                 |
| Tháng 3  | Dáng ngọc                   | Ngày Quốc tế Phụ nữ                                 | Lê Đỗ Quỳnh Hương                                           |
| Tháng 4  | Lời yêu thương 2013         | Mừng sinh nhật 13 năm TLMN                          | Triệu Lộc, Võ Hạ Trâm, Lê Đỗ Quỳnh Hương                    |
| Tháng 5  | Ngồi lại bên nhau           |                                                     | Ngọc Linh, Lê Đỗ Quỳnh Hương                                |
| Tháng 6  | Ước mơ em                   | Các bài hát dành cho các em                         | Hồ Trung Dũng, Vy Oanh, Lê Đỗ Quỳnh Hương                   |
| Tháng 7  | Khúc mưa                    | Các ca khúc về mưa                                  | Đức Tuấn, Nguyễn Hồng Ân, Lê Đỗ Quỳnh Hương                 |
| Tháng 8  | 20 năm Dấu chân tình nguyện | Kỷ niệm 20 năm chiến dịch thanh niên tình nguyện hè | Nguyễn Nhất Huy, Quốc An, Lê Đỗ Quỳnh Hương                 |
| Tháng 9  | Lãng đãng thu               | Các ca khúc về mùa thu                              | Minh Quân, Hồ Trung Dũng, Nguyễn Hồng Ân, Lê Đỗ Quỳnh Hương |
| Tháng 10 | Đường xưa                   |                                                     | NSƯT Thanh Thúy, Lê Đỗ Quỳnh Hương                          |
| Tháng 11 | Sức sống                    |                                                     | Mai Văn Đặng, Lê Đỗ Quỳnh Hương                             |
| Tháng 12 | Hạnh phúc quanh đây         |                                                     | Kyo York, Lê Đỗ Quỳnh Hương                                 |

### 2014
| Tháng    | Chủ đề                 | Định hướng nội dung                     | Đồng dẫn chuyện                                      |
| -------- | ---------------------- | --------------------------------------- | ---------------------------------------------------- |
| Tháng 1  | Hương tháng giêng      | Năm mới                                 | Lửa Việt, Lê Đỗ Quỳnh Hương                          |
| Tháng 2  | Hẹn yêu 2014           | Ngày lễ tình nhân, ca sĩ song ca        | Kyo York, Đức Tuấn, Hồ Trung Dũng, Lê Đỗ Quỳnh Hương |
| Tháng 3  | Tựa đoá hoa đời        | Ngày Quốc tế Phụ nữ                     | Nguyễn Hồng Ân, Lê Đỗ Quỳnh Hương                    |
| Tháng 4  | Lời yêu thương 2014    | Kỷ niệm 14 năm TLMN                     | Hồ Trung Dũng, Lê Đỗ Quỳnh Hương                     |
| Tháng 5  | Kỷ niệm mùa hè         | Mùa hè                                  | Thúy Trang, Nathan Lee, Lê Đỗ Quỳnh Hương            |
| Tháng 6  | Hương tóc mạ non       | Mạ non, hương tóc                       | Lê Phước Lập, Lê Đỗ Quỳnh Hương                      |
| Tháng 7  | Màu xanh               | Các bài hát liên quan đến màu xanh      | Đinh Phú Vinh, Lê Đỗ Quỳnh Hương                     |
| Tháng 8  | Tìm nhau 2014          | Giúp khán giả tìm nhau qua chương trình | Lê Đỗ Quỳnh Hương                                    |
| Tháng 9  | Giai điệu ký ức        |                                         | Kyo York, Lê Đỗ Quỳnh Hương                          |
| Tháng 10 | Trời thanh xuân        | Xưa và truyền thống                     | Phạm Thị Ngọc Liên, Lê Đỗ Quỳnh Hương                |
| Tháng 11 | Gừng cay muối mặn      |                                         | Lê Phước Lập, Lê Đỗ Quỳnh Hương                      |
| Tháng 12 | Niềm vui cuối năm 2014 | Ngày lễ giáng sinh                      | Nguyễn Phi Hùng, Lê Phước Lập, Lê Đỗ Quỳnh Hương     |

### 2015
| Tháng    | Chủ đề             | Định hướng nội dung                         | Đồng dẫn chuyện                                |
| -------- | ------------------ | ------------------------------------------- | ---------------------------------------------- |
| Tháng 1  | Màu hồng           | Các bài hát liên quan đến màu hồng          | Nathan Lee, Võ Hạ Trâm, Lê Đỗ Quỳnh Hương      |
| Tháng 2  | Hẹn yêu 2015       | Xuân tình yêu                               | Ông Cao Thắng, Lê Đỗ Quỳnh Hương               |
| Tháng 3  | Một nửa yêu thương | Ngày Quốc tế Phụ nữ                         | Hồ Trung Dũng, Lê Đỗ Quỳnh Hương               |
| Tháng 4  | Hành trình 15 năm  | Kỷ niệm 15 năm TLMN                         | Hồ Trung Dũng, Lê Phước Lập, Lê Đỗ Quỳnh Hương |
| Tháng 5  | Vài lần đón đưa    |                                             | Ông Cao Thắng, Lê Đỗ Quỳnh Hương               |
| Tháng 6  | Cha con            |                                             | Lan Khuê, Lê Đỗ Quỳnh Hương                    |
| Tháng 7  | Với biển tự tình   | Các ca khúc về biển                         | Hồ Trung Dũng, Lê Đỗ Quỳnh Hương               |
| Tháng 9  | Dẫu có lỗi lầm     |                                             | Lê Phước Lập, Lê Đỗ Quỳnh Hương                |
| Tháng 10 | Thuở ban đầu       | Xưa, trữ tình, và lãng mạn                  | Hồ Trung Dũng, Lê Đỗ Quỳnh Hương               |
| Tháng 11 | Chảy đi sông ơi    |                                             | Quý Bình, Lê Đỗ Quỳnh Hương                    |
| Tháng 12 | Đời vẫn vui        | Cảm giác tươi mới của lứa tuổi bước vào đời | Phương Thanh, Lê Đỗ Quỳnh Hương                |

### 2016
| Tháng    | Chủ đề                   | Định hướng nội dung               | Đồng dẫn chuyện                                  |
| -------- | ------------------------ | --------------------------------- | ------------------------------------------------ |
| Tháng 1  | Hẹn hò                   | Các ca khúc về tình yêu           | Isaac, Lê Đỗ Quỳnh Hương                         |
| Tháng 2  | Xuân nhớ quê             | Năm mới                           | Phạm Hương, Lê Đỗ Quỳnh Hương                    |
| Tháng 3  | Cảm ơn một đóa xuân ngời | Ngày Quốc tế Phụ nữ               | Đức Tuấn, Hoàng Bách, Lê Đỗ Quỳnh Hương          |
| Tháng 4  | Có quên được đâu         | Kỷ niệm ngày sinh nhạc sĩ Đức Trí | Phương Thanh, Lam Trường, Lê Đỗ Quỳnh Hương      |
| Tháng 5  | Lưu bút ngày xanh        | Những kỷ niệm khó quên            | Ngọc Linh, Thanh Duy, Lê Đỗ Quỳnh Hương          |
| Tháng 6  | Bờ nôi dịu êm            | Những kỷ niệm thời thơ ấu         | Khải Hoàn, Xuân Trang, Lê Đỗ Quỳnh Hương         |
| Tháng 7  | Đêm 2016                 |                                   | Nguyên Hồng Ân, Hồ Trung Dũng, Lê Đỗ Quỳnh Hương |
| Tháng 8  | Hương quê                | Các bài hát về quê hương          | Quý Bình, Hoàng Yến Chibi, Lê Đỗ Quỳnh Hương     |
| Tháng 9  | Tri kỷ                   |                                   | Hamlet Trương, Lê Đỗ Quỳnh Hương                 |
| Tháng 10 | Riêng một góc trời       |                                   | Khải Hoàn, Tuấn Ngọc, Lê Đỗ Quỳnh Hương          |
| Tháng 11 | Thương                   |                                   | Thanh Ngọc, Lân Nhã, Lê Đỗ Quỳnh Hương           |
| Tháng 12 | Hạnh phúc nơi này        | Những kỷ niệm ngày cưới           | Hồ Trung Dũng, Lê Đỗ Quỳnh Hương                 |

### 2017
| Tháng    | Chủ đề                             | Định hướng nội dung        | Đồng dẫn chuyện                                       |
| -------- | ---------------------------------- | -------------------------- | ----------------------------------------------------- |
| Tháng 1  | Ấm áp tình xuân                    | Năm mới                    | Hữu Châu, Lê Đỗ Quỳnh Hương                           |
| Tháng 2  | Hẹn yêu 2017 - Lưu giữ khoảnh khắc | Đã yêu thì không được lười | Noo Phước Thịnh, Lê Đỗ Quỳnh Hương                    |
| Tháng 3  | Trân quý bình an                   |                            | Lý Hải, Minh Hà, Lê Đỗ Quỳnh Hương                    |
| Tháng 4  | Lời yêu thương 2017                | Mừng sinh nhật 17 năm TLMN | Đức Huy, Lê Đỗ Quỳnh Hương                            |
| Tháng 5  | Trao an lành, gửi yêu thương       | Ngày của Mẹ                | Hồ Trung Dũng, Lê Đỗ Quỳnh Hương                      |
| Tháng 6  | Mái tóc người thương               |                            | Đức Tuấn, Lê Đỗ Quỳnh Hương                           |
| Tháng 7  | Kết nối yêu thương                 | Truyền cảm hứng            | Đàm Vĩnh Hưng, Tú Khiêm, Mình Hiểu, Lê Đỗ Quỳnh Hương |
| Tháng 10 | Gọi tên bốn mùa                    | Các ca khúc về bốn mùa     | Hồ Quỳnh Hương, Hồ Trung Dũng, Lê Đỗ Quỳnh Hương      |
| Tháng 11 | Hoa trong lòng                     | Các ca khúc về hoa         | Thanh Duy, Lê Đỗ Quỳnh Hương                          |
| Tháng 12 | Về một nhà                         | Những kỷ niệm ngày cưới    | Phạm Hồng Phước, Lê Đỗ Quỳnh Hương                    |

### 2018
| Tháng    | Chủ đề      | Định hướng nội dung                     | Đồng dẫn chuyện                                     |
| -------- | ----------- | --------------------------------------- | --------------------------------------------------- |
| Tháng 1  | Đón an lành | Năm mới                                 | Phương Thanh, Phụng Yến, Tâm Bùi, Lê Đỗ Quỳnh Hương |
| Tháng 2  | Nhà         | Các ca khúc về nhà và đón Tết           | Lương Mạnh Hải, Đỗ Mỹ Linh, Lê Đỗ Quỳnh Hương       |
| Tháng 3  | Ngọc        | Ngày Quốc tế Phụ nữ                     | Hồ Trung Dũng, H'Hen Niê, Lê Đỗ Quỳnh Hương         |
| Tháng 4  | Tình        | Kỷ niệm ngày mất nhạc sĩ Trịnh Công Sơn | Trần Hữu Bích, Lê Đỗ Quỳnh Hương                    |
| Tháng 5  | Yên         | Bình yên                                | Đức Huy, Lê Đỗ Quỳnh Hương                          |
| Tháng 6  | Mưa         | Các ca khúc về mưa                      | Lê Đỗ Quỳnh Hương                                   |
| Tháng 7  | Duyên       |                                         | Nguyên Phong Việt, Lê Đỗ Quỳnh Hương                |
| Tháng 10 | Tìm         |                                         | Nguyên Hồng Ân, Thiên Vũ, Lê Đỗ Quỳnh Hương         |
| Tháng 11 | Thơ         |                                         | Đức Tuấn, Hồ Trung Dũng, Lê Đỗ Quỳnh Hương          |
| Tháng 12 | Đôi         |                                         | Nhóm MTV, Lê Đỗ Quỳnh Hương                         |

### 2019
| Tháng    | Chủ đề                              | Định hướng nội dung                  | Đồng dẫn chuyện                                        |
| -------- | ----------------------------------- | ------------------------------------ | ------------------------------------------------------ |
| Tháng 1  | Tết trải nghiệm                     | Năm mới                              | Mai Ngọc Nhân, Lê Đỗ Quỳnh Hương                       |
| Tháng 2  | Hẹn yêu 2019 - Nở đi, những đóa hoa | Các bài hát dành cho các cô gái      | Pang Mỹ Linh, Lê Đỗ Quỳnh Hương                        |
| Tháng 4  | Thanh xuân tôi                      | Kỷ niệm 19 năm TLMN                  | Quang Đăng, Đức Tuấn, Hồ Trung Dũng, Lê Đỗ Quỳnh Hương |
| Tháng 5  | Khi thành phố làm thơ               | Các ca khúc về thành phố và tuổi thơ | Quý Bình, Thanh Phương                                 |
| Tháng 6  | Cảm ơn ta là vợ chồng               | Vợ chồng hạnh phúc và thư cảm ơn     | Quý Bình, Thanh Phương                                 |
| Tháng 7  | Ngoảnh nhìn sân trường ngày có nắng | Ký ức về thời học sinh               | Quý Bình, Thanh Phương                                 |
| Tháng 10 | Gửi ngày hôm qua lời xin lỗi        | Lời xin lỗi                          | Quý Bình, Thanh Phương                                 |
| Tháng 11 | Gửi những cơn mưa ngày xa           | Các ca khúc về mưa                   | Quý Bình, Thanh Phương                                 |
| Tháng 12 | Có hẹn với nụ cười                  | Nụ cười                              | Quý Bình, Thanh Phương                                 |

### 2020
| Tháng    | Chủ đề                         | Định hướng nội dung    | Đồng dẫn chuyện        |
| -------- | ------------------------------ | ---------------------- | ---------------------- |
| Tháng 12 | Gửi lời yêu thương             |                        | Quý Bình, Thanh Phương |
| Tháng 11 | Có mùa thu nào đang ở lại?     | Các ca khúc về mùa thu | Quý Bình, Thanh Phương |
| Tháng 7  | Nếu thời gian trở lại          |                        | Quý Bình, Thanh Phương |
| Tháng 6  | Ai cũng cần một bờ vai         |                        | Quý Bình, Thanh Phương |
| Tháng 2  | Tình nào cứ mãi trốn trong tim | Ngày lễ tình yêu       | Quý Bình, Thanh Phương |

### 2021
| Tháng    | Chủ đề                        | Định hướng nội dung            | Đồng dẫn chuyện                      |
| -------- | ----------------------------- | ------------------------------ | ------------------------------------ |
| Tháng 12 | Gọi tên bốn mùa 2021          | Các ca khúc về bốn mùa         | Nguyên Khang, Thanh Phương           |
| Tháng 11 | Những hẹn hò của ngày gặp lại |                                | Nguyên Khang, Thanh Phương           |
| Tháng 10 | Sống như tia nắng mặt trời    | Các ca khúc về hoàng hôn       | Quý Bình, Nguyên Khang, Thanh Phương |
| Tháng 5  | Mẹ không của riêng ai         | Ngày của Mẹ                    | Nguyên Khang, Thanh Phương           |
| Tháng 4  | Ngã rẽ cuộc đời               |                                | Nguyên Khang, Thanh Phương           |
| Tháng 3  | Ngọc trong đá                 | Màu xanh thanh niên xung phong | Quý Bình, Thanh Phương               |
| Tháng 2  | Tết là...                     | Năm mới                        | Quý Bình, Thanh Phương               |
| Tháng 1  | Ngày mai hoa vẫn nở           |                                | Quý Bình, Thanh Phương               |

### 2022
| Tháng    | Chủ đề                      | Định hướng nội dung                | Đồng dẫn chuyện            |
| -------- | --------------------------- | ---------------------------------- | -------------------------- |
| Tháng 12 | Tặng nhau một đoá xuân ngời |                                    | Nguyên Khang, Thanh Phương |
| Tháng 11 | Thư gửi mùa đông            | Các ca khúc về mùa đông            | Nguyên Khang, Thanh Phương |
| Tháng 10 | Bài ca chưa viết hết lời    | Cảm xúc của những điều còn dang dở | Nguyên Khang, Thanh Phương |
| Tháng 7  | Gọi em là nôi nhớ           | Có những nôi nhớ                   | Nguyên Khang, Thanh Phương |
| Tháng 6  | Chim bay về núi             | Ngày của Cha                       | Nguyên Khang, Thanh Phương |
| Tháng 5  | Bao lâu rồi chưa khóc       | Ngày của Mẹ                        | Nguyên Khang, Thanh Phương |
| Tháng 4  | Phải chỉ đừng nói           |                                    | Nguyên Khang, Thanh Phương |
| Tháng 3  | Khi tóc đã phai màu         |                                    | Nguyên Khang, Thanh Phương |
| Tháng 2  | Chỉ có thể là yêu           | Ngày lễ tình yêu                   | Nguyên Khang, Thanh Phương |

### 2023
| Tháng    | Chủ đề                      | Định hướng nội dung        | Đồng dẫn chuyện            |
| -------- | --------------------------- | -------------------------- | -------------------------- |
| Tháng 12 | Hướng về phía bình minh     |                            | Nguyên Khang, Thanh Phương |
| Tháng 11 | Tình ca Kachiusa            |                            | Nguyên Khang, Thanh Phương |
| Tháng 10 | Cất tháng năm vào trong tim |                            | Nguyên Khang, Thanh Phương |
| Tháng 7  | Bàn tay thơm mùi hoa xứ lạ  | Tay thơm mùi hoa xứ lạ     | Nguyên Khang, Thanh Phương |
| Tháng 6  | Khi gặp mình ngày bé        | Những kỷ niệm thời thơ ấu  | Nguyên Khang, Thanh Phương |
| Tháng 5  | Nơi chúng ta thuộc về       |                            | Nguyên Khang, Thanh Phương |
| Tháng 4  | Hơn một lời cảm ơn          | Mừng sinh nhật 23 năm TLMN | Nguyên Khang, Thanh Phương |
| Tháng 3  | Ngày anh thắp sao trời      | Sao trời                   | Nguyên Khang, Thanh Phương |
| Tháng 2  | Những yêu thương còn mãi    | Ngày lễ tình yêu           | Nguyên Khang, Thanh Phương |
| Tháng 1  | Tết là yêu thương           | Năm mới                    | Nguyên Khang, Thanh Phương |

### 2024
| Tháng    | Chủ đề                        | Định hướng nội dung        | Đồng dẫn chuyện            |
| -------- | ----------------------------- | -------------------------- | -------------------------- |
| Tháng 12 | Và anh nói tặng em mùa xuân   |                            | Nhật Trường, Minh Phương   |
| Tháng 11 | Chữ thầy, con khắc vào tim    | Nhà giáo                   | Nhật Trường, Minh Phương   |
| Tháng 10 | Nơi bình yên chim hót         |                            | Nguyên Khang, Thanh Phương |
| Tháng 7  | Mình ơi, ngày đó mơ gì?       |                            | Nguyên Khang, Minh Phương  |
| Tháng 6  | Bỗng thấy mình đi qua ngày cũ |                            | Nhật Trường, Minh Phương   |
| Tháng 5  | Màu của nắng                  |                            | Nguyên Khang, Minh Phương  |
| Tháng 4  | Hơn một lời cảm ơn            | Mừng sinh nhật 24 năm TLMN | Nhật Trường, Minh Phương   |
| Tháng 3  | Khi người ta trẻ              |                            | Nguyên Khang, Minh Phương  |
| Tháng 2  | Tết là...                     | Năm mới                    | Nguyên Khang, Minh Phương  |
| Tháng 1  | Trên lối nhỏ vào đời          |                            | Nhật Trường, Minh Phương   |

### 2025
| TT. | Tháng | Chủ đề                             | Định hướng nội dung | Dẫn chuyện                 | Ngày phát sóng      | TK     |
| --- | ----- | ---------------------------------- | ------------------- | -------------------------- | ------------------- | ------ |
| TBA | 1     | "Thời thanh xuân tươi đẹp"         | TBA                 | Nhật Trường, Thanh Phương  | 12 tháng 1 năm 2025 | TBA    |
| Danh sách bài hát (theo thứ tự trình diễn) 1. "Những mùa dấu yêu" (sáng tác: Trần Minh Phi) – Đăng Quân, Hồng Phương 2. "Cây đàn sinh viên" (nhạc: Quốc An, lời: Thuận Thiên) – Đông Triều, Bảo Đăng, Nhã Thy, Mỹ Hảo 3. "Ước gì" (sáng tác: Võ Thiện Thanh) – NSƯT Phương Anh & nhóm bè TLMN 4. "Gót hồng" (sáng tác: Bảo Phúc) – Lam Trường 5. "Đêm của con" (sáng tác: Ngọc Lễ) – Lưu Hiền Trinh 6. "Thiên đường gọi tên" (sáng tác: Mạnh Quân) – Bảo Kun, Bảo Yến Rosie 7. "Vị ngọt đôi môi" (nhạc: Tùng Châu, lời: Lê Hựu Hà) – Nguyễn Đình Tuấn Dũng, Rena 8. "Vũ điệu thần tiên" (sáng tác: Minh Châu) – Nguyễn Phi Hùng, Vy Oanh - Khách mời: Vận động viên taekwondo Châu Tuyết Vân |       |                                    |                     |                            |                     |        |
| TBA | 2     | "Tết là..."                        | Năm mới             | Nhật Trường, Minh Phương   | 29 tháng 1 năm 2025 | TBA    |
| Danh sách bài hát (theo thứ tự trình diễn) 1. "Điệp khúc mùa xuân" (sáng tác: Quốc Dũng) – Trần Ngọc Ánh, Đào Ngọc Sang 2. "Tết này con sẽ về" (sáng tác: Bùi Công Nam) – Xuân Nghi 3. "Dịu dàng sắc xuân" (sáng tác: Nguyễn Nam) – Bạch Công Khanh 4. "Vị quê nhà" (nhạc: Only C, lời: Lou Hoàng) – Nguyễn Hải Yến 5. "Đêm giao thừa nghe một khúc dân ca" (sáng tác: Võ Đông Điền) – Đông Đào 6. "Mừng tuổi mẹ" (sáng tác: Trần Long Ẩn) – Thanh Ngọc & ban nhạc TLMN 7. "Tình tự mùa xuân" (sáng tác: Từ Công Phụng) – Hồ Trung Dũng, Võ Hạ Trâm 8. "Xuân ca" (sáng tác: Nguyễn Ngọc Thiện) – Tốp ca nghệ sĩ TP.HCM - Khách mời: Hoa hậu Quốc tế 2024 Thanh Thủy |       |                                    |                     |                            |                     |        |
| TBA | 3     | "Thương cành hoa cài trên ngực áo" | Phụ nữ              | Nguyên Khang, Minh Phương  | 9 tháng 3 năm 2025  | TBA    |
| Danh sách bài hát (theo thứ tự trình diễn) 1. "Gửi những người phụ nữ tôi yêu" (sáng tác: Nguyễn Văn Chung) – Bảo Kun 2. "Dáng ngọc" (sáng tác: Nguyễn Ngọc Thiện) – Nhã Thy, Diệu Linh, Giang Thùy Linh, Pittu Quyên 3. "Đi giữa trời rực rỡ" (sáng tác: Ngô Lan Hương) – Cece Trương & nhóm bè TLMN 4. "Khát vọng" (nhạc: Phạm Minh Tuấn, thơ: Đặng Viết Lợi) – Cẩm Vân 5. "Tình mẹ" (sáng tác: Nguyễn Nhất Huy) – Trần Minh Dũng 6. Mashup "Nhật ký của mẹ" & "Nơi dành cho các thiên thần" (sáng tác: Nguyễn Văn Chung, Phan Mạnh Quỳnh) – Duyên Quỳnh, Triệu Lộc 7. "Điều giản dị" (sáng tác: Phú Quang) – Hồ Trung Dũng 8. "Xinh tươi Việt Nam" (sáng tác: Nguyễn Hồng Thuận) – Đăng Quân, Trung Thuận, Minh Sang - Khách mời: Chủ tịch Quỹ Hòa bình và Phát triển TP.HCM Tôn Nữ Thị Ninh |       |                                    |                     |                            |                     |        |
| TBA | 4     | "Hơn một lời cảm ơn"               | Kỷ niệm sinh nhật   | Nhật Trường, Thanh Phương  | 13 tháng 4 năm 2025 | [ 79 ] |
| Danh sách bài hát (theo thứ tự trình diễn) 1. "Mỗi ngày tôi chọn một niềm vui" (sáng tác: Trịnh Công Sơn) – Hoàng Mỹ An, Mỹ Mỹ 2. "Đêm thành phố đầy sao" (sáng tác: Trần Long Ẩn) – Đông Hùng 3. "Trên mảnh đất tình người" (sáng tác: Trần Long Ẩn) – Hà Vân 4. "Ơi cuộc sống mến thương" (sáng tác: Nguyễn Ngọc Thiện) – Mây Trắng 5. "Để tôi ôm em bằng giai điệu này" (sáng tác: Kai Đinh) – Hoàng Đức Thịnh, Bảo Yến Rosie 6. "Sau này hãy gặp lại nhau khi hoa nở" (sáng tác: Rinnie Blue) – Phương Vy 7. "Tình khúc thiên thu" (sáng tác: Phạm Minh Tuấn) – NSƯT Phương Anh & ban nhạc Thời Gian 8. Mashup "Thay lời muốn nói" & "Hơn một lời cảm ơn" (sáng tác: Võ Hoài Phúc, Nguyễn Văn Chung) – Đông Hùng, Trần Ngọc Ánh                                                             |       |                                    |                     |                            |                     |        |
| TBA | 5     | "Mùa hạ và những chùm hoa nắng"    | Mùa hè              | Nguyên Khang, Minh Phương  | 11 tháng 5 năm 2025 | [ 80 ] |
| Danh sách bài hát (theo thứ tự trình diễn) 1. "Hát với chú ve con" (sáng tác: Thanh Tùng) – Han Sara 2. "Mùa hè yêu thương" (sáng tác: Hoài An) – Khắc Minh, Trini 3. "Mùa hè xanh" (sáng tác: Vũ Hoàng) – Đoan Trang & ban nhạc TLMN 4. "Nắng vàng, biển xanh và anh" (sáng tác: Lê Hựu Hà) – Thanh Ngọc, Nam Cường 5. "Tuyết rơi mùa hè" (sáng tác: Trần Lê Quỳnh) – Quang Hà 6. "Mùa hè đẹp nhất" (sáng tác: Đức Huy) – Giang Hồng Ngọc & ban nhạc TLMN 7. "Hãy yêu nhau đi" (sáng tác: Trịnh Công Sơn) – Triệu Lộc 8. "Vào hạ" (sáng tác: Lê Hựu Hà) – Võ Hạ Trâm - Khách mời: Ca sĩ Đoan Trang |       |                                    |                     |                            |                     |        |
| TBA | 6     | "Thì thầm biển hát"                | TBA                 | Nguyên Khang, Thanh Phương | 8 tháng 6 năm 2025  | [ 81 ] |
| Danh sách bài hát (theo thứ tự trình diễn) 1. "Tiếng sóng biển" (sáng tác: Dương Thụ) – Lưu Hiền Trinh 2. "Chưa bao giờ" (sáng tác: Việt Anh) – Mỹ Hạnh 3. "Sóng về đâu" (sáng tác: Trịnh Công Sơn) – Cẩm Vân 4. "Bóng cả" (sáng tác: Vũ Quốc Việt) – Hồ Trung Dũng 5. "Sao biển" (sáng tác: Phạm Minh Tuấn) – Trung Kiên 6. "Thuyền và biển" (nhạc: Phan Huỳnh Điểu, thơ: Xuân Quỳnh) – Tuyết Mai & ban nhạc TLMN 7. "Lời yêu thương" (nhạc: Irving Burgie, lời: Đức Huy, Irving Burgie) – Duy Ngọc, Hoàng Mỹ An 8. "Biển hát chiều nay" (sáng tác: Hồng Đăng) – NSƯT Phạm Khánh Ngọc - Khách mời: Nhà thiết kế Việt Hùng |       |                                    |                     |                            |                     |        |
| TBA | 7     | "Có một ngày ta gặp lại nhau"      | TBA                 | Nhật Trường, Minh Phương   | 13 tháng 7 năm 2025 | [ 82 ] |